# Farming Simulator 19
 (novembre 2018).
Si vous disposez d'ouvrages ou d'articles de référence ou si vous connaissez des sites web de qualité traitant du thème abordé ici, merci de compléter l'article en donnant les références utiles à sa vérifiabilité et en les liant à la section « Notes et références ».
Farming Simulator 19 est un jeu vidéo de simulation développé par la société suisse GIANTS Software, édité par la société française Focus Home Interactive et sorti le 20 novembre 2018 sur Microsoft Windows, macOS, PlayStation 4 et Xbox One.
Ce jeu simule la gestion d'une ferme en permettant l'élevage d'animaux, la culture au sein d'une exploitation agricole, la vente des récoltes et la sylviculture (apparue dans Farming Simulator 15). Ce jeu est une succession logique à la série Farming Simulator qui débute en 2008 avec la sortie de Farming Simulator 2008. À laquelle il succédera tous les deux ans un nouveau numéro sauf en 2009 ou ils en sortent à la suite du 2008. En 2019, Giants a fait grandement évoluer le jeu avec un nombre de fonctionnalités grandissant et surtout un changement de moteur graphique avec l'arrivée du Giants Engine 8.

## Système de jeu
Le but du jeu est de gérer une exploitation agricole à la première personne, seul ou à plusieurs. Diverses fonctionnalités, et menus vous sont présentés afin d'optimiser vos revenus et votre production. Cela vous permettra de renouveler votre matériel via la boutique intégrée au jeu ou d'investir dans de nouveau terrain et/ou bâtiments. Vous pouvez pratiquer l'élevage, la culture de la terre ainsi que la sylviculture. Lors de la création d'une nouvelle ferme, le joueur aura le choix entre 2 cartes : Ravenport aux États-Unis et Felsbrunn en Allemagne et aussi le choix de la difficulté. Le jeu dispose également de différents didacticiels qui lui permettront d'apprendre les différents mécanismes de la récolte, de l'épandage d'engrais, etc.
Le joueur pourra gagner de l'argent de trois façons distinctes : la vente des produits de sa ferme, réaliser un emprunt bancaire ou accomplir des contrats avec les fermiers voisins. Pour terminer un contrat, le joueur devra réaliser le travail indiqué en échange d'une somme d'argent fixe. Ainsi, le joueur devra par exemple épandre de l'engrais en échange d'une somme de 20 000 euros. Cependant, si le joueur décide d'annuler le contrat, il devra rembourser la somme pour pouvoir signer d'autres contrats.
Dans Farming Simulator 19 les joueurs peuvent semer des champs avec diverses semences comme le blé, l'orge, le colza, le tournesol, le maïs, la betterave, la pomme de terre, le peuplier et comme nouveautés : le coton et l'avoine. Il pourra également faire de la sylviculture (la vente du bois). Une fois plantées, ces cultures devront être entretenues tout au long de leur croissance. Vous devrez les débarrasser de leurs parasites avec de l'insecticide et enlever les mauvaises herbes.

### Machinerie agricole
Le jeu propose plus de 75 marques et en présente plusieurs nouvelles dont : John Deere et Manitou. Les joueurs attendaient la sortie de ces marques directement dans le jeu.
Farming Simulator 19 propose d'élever cinq espèces animales : les poules, les vaches, les moutons, les cochons et dans ce nouvel opus les chevaux ont été ajoutés.

### Système de train
Deux lignes de train circulent sur les cartes et permettent au joueur de transporter une grande partie de sa production.

## Modding
Farming Simulator 19 est comme ses prédécesseurs facilement modifiable grâce au Giants Editor. Ces mods seront disponibles pour PC mais également sur consoles grâce à une fonctionnalité intitulée le modhub.

## Accueil
- Jeuxvideo.com : 14/20[5]
- ActuGaming : 7,5/10[6]
- Try aGame : 8/10[7]